# 喬比西拉吉亞
喬比西拉吉亞，即二十四王國，是尼泊爾中世紀在甘達基河流域的二十四個土邦王國，其中一個是廓爾喀王國。
廓爾喀王國的普利特维·纳拉扬·沙阿在1743年成為廓爾喀國王，通過征服、條約等手段來建造現代尼泊爾。他在進入加德滿都後統一了大約二十四個王國一半，其他的王國在1775年被普拉塔·辛格·沙阿和拉納·巴哈都爾·沙阿統一。沙阿王朝在1846年被另一個喬比西拉吉亞王國拉姆琼和卡斯基的昆瓦爾家族即拉納家族推翻，直到1953年。
而另一個巴伊斯拉吉亞(22王國)，位於甘達基河以西，也在1799年被沙阿王朝統一。